# Carcharhinus borneensis
Carcharhinus borneensis – gatunek małego rekina z rodziny żarłaczowatych (Carcharhinidae). Spotykany u wybrzeży północno-zachodniego Borneo, choć istnieją niepewne dane o występowaniu tego gatunku u wybrzeży Chin, Filipin oraz Jawy. Preferuje płytkie przybrzeżne akweny. Ma wrzecionowaty lekko zbudowany korpus oraz wydłużony lekko zaostrzony pysk ze stosunkowo małym, U-kształtnym otworem gębowym. Cechą charakterystyczną są proporcjonalnie niewielkie płetwy brzuszne, druga płetwa grzbietowa oraz płetwa odbytowa. Grzbiet rekina ma ciemnoszarą barwę, niekiedy z ciemniejszymi odbarwieniami – płetwy są ciemniejsze od korpusu. Spód i boki ciała rekina są jaśniejsze, często barwy białej lub srebrnej. Dorosłe osobniki osiągają długość około 62–65 centymetrów, przy czym samice są nieco większe od samców.
Podobnie jak inne żarłaczowate jest żyworodny. Kopulacja odbywa się za pomocą pterygopodium, narządu płciowego samca. Samica rodzi zwykle 6 młodych, mierzących 24–28 cm. Dieta tego rekina składa się prawdopodobnie z małych ryb kostnoszkieletowych i drobnych skorupiaków. Poławiany niekiedy przy pomocy lin z haczykami. Międzynarodowa Unia Ochrony Przyrody uznała, że rekin ten jest gatunkiem zagrożonym wyginięciem (EN), choć ocena ta może być nieaktualna, gdyż nie uwzględnia najnowszych danych. Z uwagi na niewielki obszar występowania w porównaniu z wysoką intensywnością konsumpcyjnych i komercyjnych połowów rekinów u wybrzeży Borneo został objęty ochroną gatunkową.

## Taksonomia i filogenetyka
Gatunek ten został po raz pierwszy opisany w 1858 roku przez holenderskiego ichtiologa Pietera Bleekera na łamach naukowego periodyku Acta Societatis Regiae Scientiarum Indo-Neêrlandicae jako Carcharias (Prionodon) borneensis. Okazem typowym (holotypem) jest nowo narodzony samiec o długości 24 cm, wyłowiony u wybrzeży Singkawang w Borneo Zachodnim. Późniejsi autorzy przenieśli gatunek ten do rodzaju Carcharhinus. Przed rokiem 2004 znanych było jedynie 5 osobników C. borneensis – wszystkie niedojrzałe i wyłowione przed 1937 rokiem. W kwietniu i maju 2004 roku naukowcy z Universiti Malaysia Sabah wyłowili szereg dodatkowych okazów w ramach badań nad bioróżnorodnością rekiniej fauny u wybrzeży malezyjskich stanów Sabah i Sarawak.
Pozycja filogenetyczna i pokrewieństwo C. borneensis z innymi gatunkami są niejasne. Jack Garrick w 1982 roku według analizy filogenetycznej na podstawie cech morfologicznych nie umieścił tego gatunku w pobliżu żadnego z przedstawicieli rodzaju Carcharhinus. W 1988 roku Leonard Compagno uznał, że C. borneensis jest najbliżej spokrewniony z C. porosus, C. sealei, C. sorrah, C. fitzroyensis, C. dussumeri, C. macloti i C. hemiodon, z którymi to tworzy wspólny klad. Badania przeprowadzone przez Gavina Naylora i współpracowników na 595 gatunkach spodustych w 2012 roku wykazują, że takson ten wraz z C. macloti tworzy wspólny klad, siostrzany do kladu, do którego należy C. porosus i drugi nieopisany podobny do niego gatunek. Rekiny te są jednymi z bardziej bazalnych spośród przedstawicieli rodzaju Carcharhinus i zajmują pośrednią pozycję na drzewie ewolucyjnym żarłaczowatych. William White i inni w 2010 roku uznali, że C. borneensis wykazuje podobieństwa do przedstawicieli rodzaju Rhizoprionodon, jak choćby powiększone pory wokół otworu gębowego. Niemniej jednak wiele innych cech wskazuje na przynależność do rodzaju Carcharhinus.

## Występowanie
Wszystkie okazy wyłowione w 2004 roku przez naukowców z Universiti Malaysia Sabah pochodzą jedynie z łowiska u wybrzeży Mokah w malezyjskim stanie Sarawak, pomimo wnikliwych badań całego wybrzeża Borneo. Tak więc zasięg tego gatunku może być ograniczony do niewielkich przybrzeżnych płytkich akwenów u wybrzeży północno-zachodniego Borneo. Spośród pięciu pozostałych osobników pozyskanych przed 1937 rokiem cztery wyłowiono u wybrzeży Borneo, a ostatni pochodzi z wód wokół chińskiej wyspy Zhoushan. Sugeruje to, że w przeszłości zasięg występowania był większy niż obecnie. Pojedyncze osobniki raportowano również z Borongan na Filipinach w 1895 roku oraz u wybrzeży Jawy w 1933 roku, lecz są to niepewne dane, niepotwierdzone innymi obserwacjami.

## Cechy morfologiczne
Rekin ten ma wrzecionowaty, wydłużony, lekko zbudowany korpus oraz wydłużony, lekko zaostrzony pysk ze stosunkowo małym, U-kształtnym otworem gębowym. W szczęce i żuchwie mieści się kilka rzędów zębów. Pierwszy z nich ułożony jest pionowo, a każdy kolejny coraz bardziej pochylony ku tyłowi. W razie utraty któregoś z zębów na jego miejsce przesuwa się następny z kolejnego rzędu. Trzon górnych zębów jest masywny i trójkątny o gładkich bocznych powierzchniach i karbowanych krawędziach po obu stronach, podstawa jest szeroka, bocznie spłaszczona. Mniejsze dolne zęby są bardziej łukowato wygięte na boki niż górne oraz mają gładkie, ostre krawędzie, szeroki trzon i szerszą podstawę w stosunku do podstawy górnych zębów. W szczęce mieści się 23–25 zębów, w żuchwie 25–26. Podłużne, duże nozdrza osadzone są na zewnętrznych krawędziach spodu pyska – bliżej otworu gębowego, niż szczytu pyska – mają wyraźne, trójkątne fałdy skórne. Duże, okrągłe oczy wyposażone są w fałdy półksiężycowate spojówek (ochraniające migotkę). Źrenice są duże i okrągłe. Za oczami znajdują się niewielkie owalne tryskawki. Rekin ten ma pięć niedużych, równych szczelin skrzelowych. Na spodzie pyska widoczne są liczne elektroreceptory zwane ampułkami Lorenziniego.
Tępo zakończona pierwsza, stosunkowo niska, trójkątna płetwa grzbietowa nie ma wolnej dalszej końcówki (na całej długości złączona jest z grzbietem). Kształtem przypomina łagodnie wygięty ku tyłowi sierp. Bardzo mała druga płetwa grzbietowa ma trójkątny kształt i szeroką podstawę. Umiejscowiona jest nieco za płetwą odbytową. Pomiędzy płetwami grzbietowymi widoczny wyraźny międzygrzbietowy łuk. Płetwy piersiowe są stosunkowo duże i szerokie, z lekko wygiętą dystalną krawędzią. Ulokowane są tuż za ostatnią parą szczelin skrzelowych. Małe płetwy brzuszne mają romboidalny kształt i szeroką podstawę. U samca z wewnętrznej, tylnej części płetw brzusznych wykształcił się narząd kopulacyjny zwany pterygopodium. Płetwa odbytowa jest nieco większa niż druga płetwa grzbietowa. Jej proksymalna krawędź jest krótsza od dystalnej oraz ma charakterystyczny dla tego gatunku haczykowaty wierzchołek. Na końcu ogona mieści się proporcjonalnie mała, heterocerkiczna, asymetryczna płetwa ogonowa. Na końcu jej górnego łuku, kilkukrotnie dłuższego od dolnego, mieści się duży trójkątny szeroki fałd skórny poprzedzony wyraźnym wcięciem.
Pokrywające skórę romboidalne połyskujące łuski plakoidalne są drobne o kształcie przypominającym literę "W". Grzbiet rekina ma ciemnoszarą barwę, niekiedy z ciemniejszymi odbarwieniami. Płetwy są ciemniejsze od korpusu. Spód i boki ciała rekina są jaśniejsze, często barwy białej lub srebrnej. Największe złowione samce mierzyły 590–620 mm, podczas gdy ciężarne samice osiągają 610–650 mm. Wyłowione u wybrzeży Borneo dwa swobodnie pływające młode okazy mierzyły jedynie 237 i 274 mm, jednakże niektóre z większych okazów o długości 341–373 mm miały wciąż świeże i wyraźne blizny pępowinowe, co wskazuje, że wielkość młodych w chwili porodu może się znacznie różnić i wynosi 23–35 cm.

## Biologia i ekologia

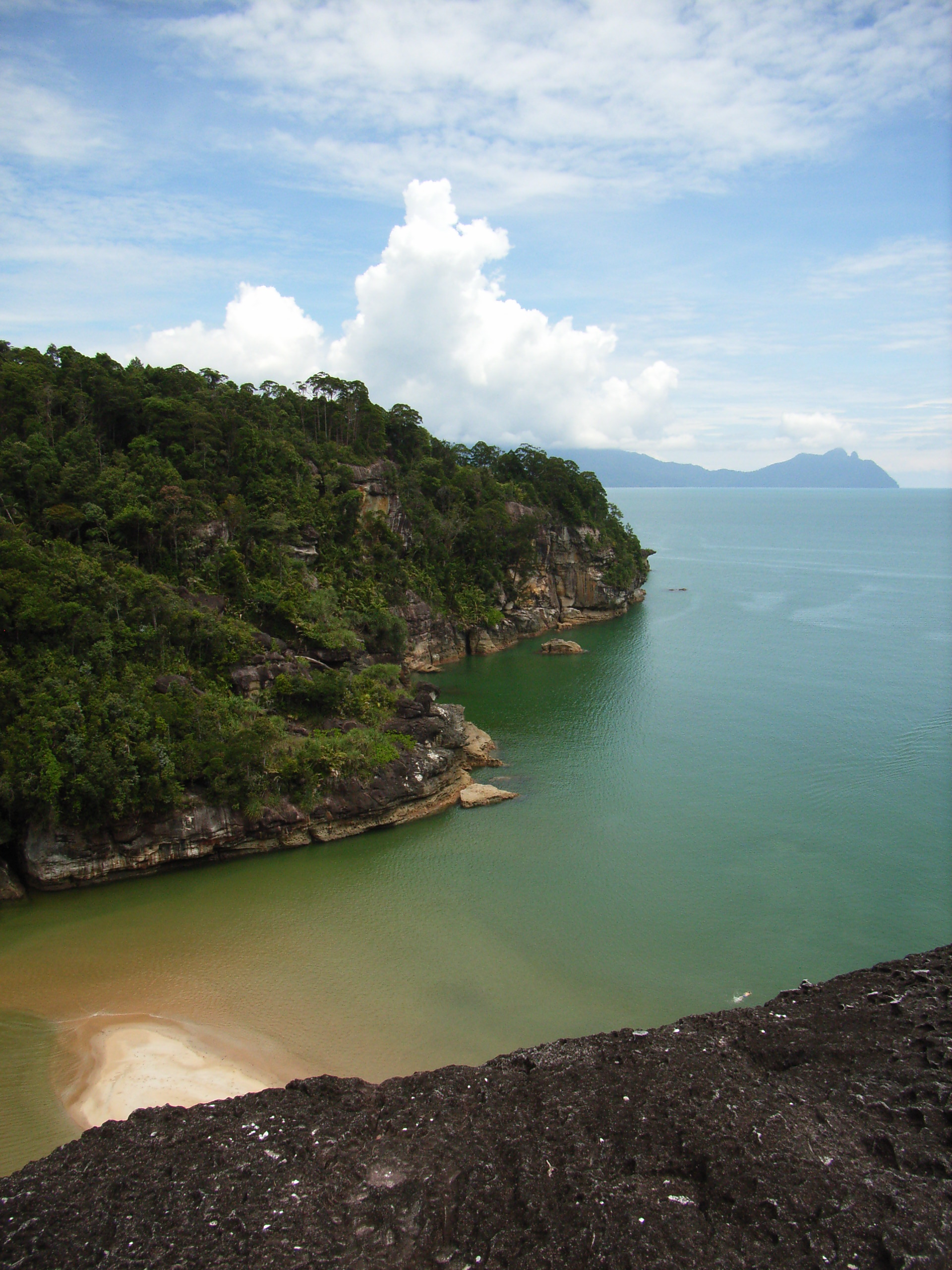
C. borneensis występuje prawdopodobnie jedynie u wybrzeży stanu Sarawak

Dieta tego rekina składa się prawdopodobnie głównie z małych ryb kostnoszkieletowych i skorupiaków. Podobnie jak inne żarłaczowate jest żyworodny. Samce dojrzewają płciowo przy długości 55–58 cm, samice zaś po osiągnięciu 61–65 cm. W okresie godów pobudzone samce uporczywie próbują doprowadzić do kopulacji, często w sposób agresywny, gryząc samicę w okolicy płetwy grzbietowej. Jest to typowe zachowanie dla żarłaczowatych. Z tego powodu często spotyka się blizny na grzbiecie samic. Kopulacja odbywa się za pomocą pterygopodium, narządu wykształconego z dystalnych fragmentów płetw brzusznych samców. Zarodki w ciele matki zużywają zapasy żółtka z pęcherzyka żółtkowego, który później łączy się ze ścianą macicy, tworząc tzw. łożysko żółtkowe, dzięki któremu dostarczane jest pożywianie z organizmu matki. Brak danych na temat długości trwania ciąży. Samica rodzi zwykle 6 młodych. Liczba młodych zależy od rozmiarów matki – im większa samica, tym liczniejszy miot. Noworodki mierzą 24–28 cm. Przez pierwszych kilka lat młodociane osobniki pozostają w płytkich, przybrzeżnych wodach, dużo bezpieczniejszych od otwartej toni głębszych wód. Dzięki temu chronione są lepiej przed atakami drapieżników. Podobnie jak inne małe żarłaczowate, prawdopodobnie również ten gatunek cechuje się szybkim tempem wzrostu.

## Ochrona i status zagrożenia
Międzynarodowa Unia Ochrony Przyrody na podstawie danych z 2005 roku uznała C. borneensis za gatunek zagrożony wyginięciem (EN) i wpisała do Czerwonej księgi gatunków zagrożonych. Jednakże ocena ta nie uwzględnia najnowszych danych, w tym osobników wyłowionych u wybrzeży Mokah w 2004 roku przez naukowców z Universiti Malaysia Sabah. Brak szczegółowych informacji na temat historycznych połowów tego gatunku. C. borneensis został objęty ochroną z uwagi na niewielki zasięg występowania w porównaniu z intensywnością konsumpcyjnych i komercyjnych połowów na tych terenach. Poławiany niekiedy przy pomocy lin z haczykami. Spożywane jest jego mięso, choć nie ma większego znaczenia ekonomicznego.